# Negarea Holocaustului
Negarea Holocaustului este actul de a nega genocidul evreilor în timpul celui de-al doilea război mondial, genocid denumit de obicei Holocaust. Cei care neagă holocaustul  general susțin că : Guvernul german nazist nu a avut nicio politica oficială sau intenție de exterminare a evreilor, autoritățile naziste nu foloseau lagăre de exterminare și gazare în masă pentru a omorî evrei și că numărul real al evreilor uciși a fost semnificativ (de obicei cu un ordin de mărime) mai mic decât valoarea istorică larg-acceptată de 5 sau 6 milioane.
În 2014, conform unui studiu al companiei First International Resources, două treimi din populația lumii fie nu a auzit de Holocaust, fie îl neagă.

## Negarea Holocaustului în lumea arabă
Președintele iranian Mahmoud Ahmadinejad a afirmat de mai multe ori că Holocaustul este un „mit” și a sugerat că Germania și alte țări europene au oferit teritoriu pentru un stat evreiesc din cel care ar aparține Palestinei.

## Legi împotriva negării Holocaustului
Negarea Holocaustului este explicit sau implicit ilegală în 17 țări: Austria, Belgia, Canada, Republica Cehă, Franța, Germania, Elveția, Ungaria, Israel, Liechtenstein, Lituania, Luxemburg, Olanda, Polonia, Portugalia, România și Slovacia.

### Exemple de websit-uri care neagă Holocaustul
- Institute for Historical Review A leading Holocaust denial organization
- VHO Arhivat în 9 octombrie 2017, la Wayback Machine. Vrij Historisch Onderzoek (Dutch for "Free Historical Research")
- David Irving's Action Report, Website of David Irving

### Rapoarte cu privire la și critici aduse negării Holocaustului
- The Nizkor Project – responses to Holocaust denial
- The Holocaust History Project Arhivat în 19 septembrie 2004, la Wayback Machine. – documents and essays on the Holocaust and its denial
- Holocaust Education & Archive Research Team (HEART)
- Holocaust Denial: An Online Guide to Exposing and Combating Anti-Semitic Propaganda Arhivat în 10 februarie 2006, la Wayback Machine. Published by the Anti-Defamation League
- Holocaust Denial on Trial, Documents and resources relating to the David Irving vs. Penguin Books and Deborah Lipstadt trial
- Iran Holocaust Denial – Rewriting history to suit their political ends Showcasing moral contempt and opportunities to take action
- An open letter by a group of Iranian academics, writers, and artists regarding the Tehran Conference on Holocaust Denial Scroll down for English text and signatures.
- Holocaust Denial & The Big Lie – Jewish Virtual Library
- Answers to the 66 Questions of Holocaust Deniers – Jewish Virtual Library
- Holocaust Denial in Japan: Marco Polo Demonstrates Insensitivity Arhivat în 22 februarie 2012, la Wayback Machine. – Japan Policy Research Institute, JPRI Critique Vol. II No. 3: March 1995. A revisionist incident involving a major conservative Japanese media.

### Mărturii audio ale supraviețuitorilor Holocaustului
- Audio Testimony of Dr. Walter Ziffer, Recorded 11 aprilie 2004 Dr. Walter Ziffer, the last Holocaust survivor in Asheville, North Carolina as of 11 aprilie 2004, discusses his internment in several camps, as well as the idea of Holocaust revisionism.

### Negarea Holocaustului ca politică de stat
- What Is Behind Iran's Advocacy Of Holocaust Denial?,[nefuncțională]
- Holocaust denial and anti-Semitism – The Iranian case Arhivat în 27 octombrie 2007, la Wayback Machine.
- Germany Moves to Silence Holocaust Deniers Across Europe
- Germany's Pursuit of Holocaust Denial Resolution Hits Skids
- German Holocaust Denial Case Proceeds as EU Moves on a Ban
- „A Fertile Ground: the Expansion of Holocaust Denial into the Arab World”. Arhivat din originalul de la 25 iunie 2008. Accesat în 7 februarie 2009.